# Ao Imperador: Cartas Políticas de Erasmo e Novas Cartas Políticas de Erasmo

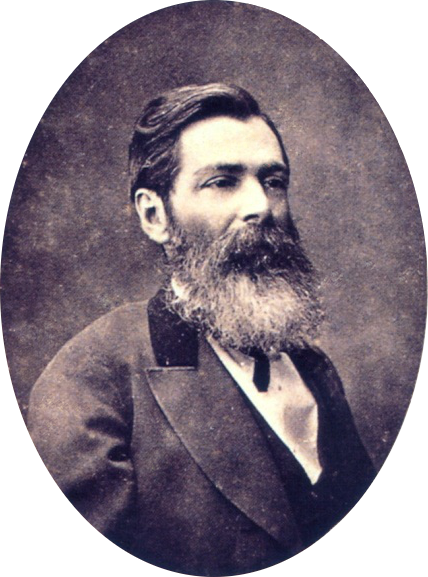
Escritor e político brasileiro, José de Alencar morreu em 1877.

Escritas na metade do século XIX, durante o período corresponde o Segundo Reinado, as Cartas Políticas de Erasmo foram escritas pelo escritor e político brasileiro José de Alencar.
Destinadas ao Imperador Dom Pedro II, e abordavam problemas políticos da época, como a situação político-partidária, o Poder Moderador e a questão da escravidão. 

## As cartas abertas
As cartas abertas eram um meio comum de participação no debate público durante o século XIX. Algumas vezes eram assinadas, outras não. Elas eram vendidas em livrarias e nas ruas. Quem as quisesse receber em casa, deveria deixar o nome em alguma livraria. 
Como pode se notar, no caso das cartas escritas por Alencar, ele se utilizou de um pseudônimo, que era Erasmo. A escolha veio como referência a Desiderius Erasmus, humanista do século XVI, conhecido como Erasmo de Roterdão. 
Mas o anonimato dos autores das publicações não era garantido, os círculos da elite imperial eram pequenos, e os segredos acabam por vir à tona. 

## As cartas de José de Alencar
No total, foram escritas três diferente séries de cartas por Alencar.
A primeira e a terceira leva foram endereçadas a Dom Pedro II.

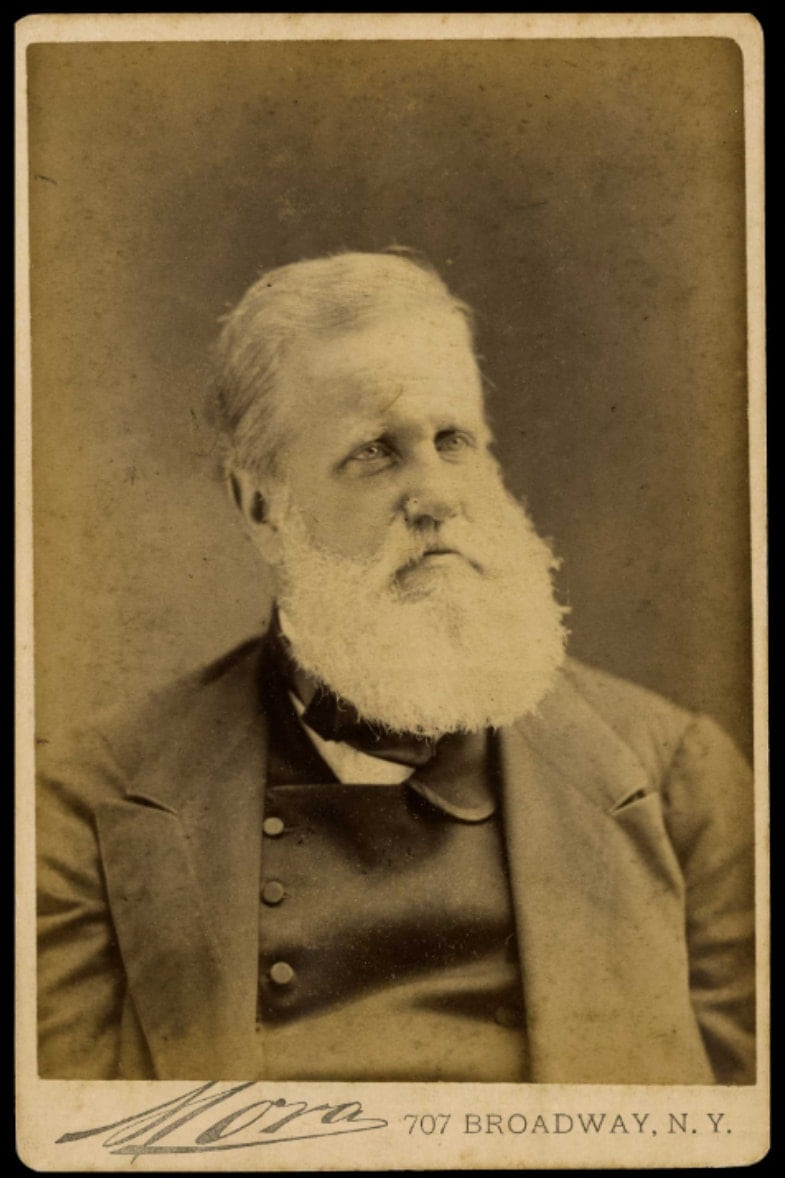
O Imperador Dom Pedro II.

A primeira série era intitulada “Ao Imperador: Cartas de Erasmo” e somaram um total de nove artigos. O primeiro saiu em 17 de novembro de 1865, e a última em 25 de janeiro de 1866. 
Já a terceira leva, “Ao Imperador: Novas Cartas Políticas de Erasmo”, e era composta por sete cartas, sendo a primeira de 24 de junho de 1867, e a última, de 15 de março de 1868. São as mais notáveis, e foram escritas quatro meses antes de Alencar ser nomeado ministro da Justiça.
Houve também uma segunda leva, intituladas “Ao Povo: Cartas Políticas de Erasmo”, com nove cartas, da qual só se sabe a data da última: 6 de agosto de 1866. 
Entre os assuntos abordados pelo escritor, destaca-se a defesa da existência de partidos doutrinários, com ênfase na necessidade do sistema representativo. Para Alencar, a liberdade nas monarquias constitucionais deviam depender do povo, e não do governante. (livro academia). 

## A polêmica da terceira leva de cartas: “Ao Imperador: Novas Cartas Políticas de Erasmo”.
Enquanto na primeira leva, o foco era para a conflituosa relação entre a Coroa, o Executivo e o Parlamento, a última abordou um assunto bem menos nobre, sendo definida como uma das suas mais polêmicas obras. O tema que ponderava nos artigos era explícito: a defesa da escravidão negra no Brasil . O que levou ao fato da obra ser até mesmo excluída do livro Obra Completa de José de Alencar, da Editora José de Aguilar, publicado em 1959.